# Stade Père-Jégo
Stade Père-Jégo is een voetbalstadion in de Marokkaanse stad Casablanca. Het is de thuisbasis van Racing de Casablanca.
Stade Père-Jégo heeft een capaciteit van 10.000 zitplaatsen.